# Bürgermeister
El Bürgermeister (o alcalde) és el líder polític i primer magistrat d'una ciutat o un municipi a Alemanya. D'acord amb les lleis de l'estat, pot ser triat directament pels habitants del municipi o pel consell municipal o del consell de la ciutat. Les denominacions varien entre regions o ciutats: Bürgermeister, Schulze, Schultes, Schultheiss (en ciutats com Stadtschultheiss). Una ciutat de vegades tenia diversos alcaldes, llavors el Bürgermeister era el portaveu líder. A Württemberg, en la dècada de 1750 l'alcalde va ser anomenat Schultheiss, mentre que el nom Burgermeister era designat a un funcionari del municipi que estava a càrrec del seu manteniment.